# Skarfskerry Point
Skarfskerry Point är en udde i Storbritannien.   Den ligger i kommunen Highland och riksdelen Skottland, i den norra delen av landet, 800 km norr om huvudstaden London.
Terrängen inåt land är platt. Havet är nära Skarfskerry Point norrut. Runt Skarfskerry Point är det glesbefolkat, med 8 invånare per kvadratkilometer. Närmaste större samhälle är Thurso, 15,4 km väster om Skarfskerry Point. Trakten runt Skarfskerry Point består i huvudsak av gräsmarker.